# Настурелу (Телеорман)
Настурелу (рум. Năsturelu) насеље је у Румунији у округу Телеорман у општини Настурелу. Oпштина се налази на надморској висини од 20 m.

## Становништво
Према подацима из 2002. године у насељу је живело 2904 становника, од којих су сви румунске националности.

### Хронологија
| Година       | 1992 | 1993 | 1994 | 1995 | 1996 | 1997 | 1998 | 1999 | 2000 | 2001 | 2002 | 2003 | 2004 | 2005 | 2006 | 2007 | 2008 | 2009 | 2010 | 2011 | 2012 | 2013 | 2014 | 2015 | 2016 | 2017 |
| ------------ | ---- | ---- | ---- | ---- | ---- | ---- | ---- | ---- | ---- | ---- | ---- | ---- | ---- | ---- | ---- | ---- | ---- | ---- | ---- | ---- | ---- | ---- | ---- | ---- | ---- | ---- |
| Становништво | 3063 | 3033 | 3026 | 2999 | 3091 | 3072 | 3042 | 3035 | 3021 | 2996 | 2983 | 2953 | 2919 | 2881 | 2857 | 2854 | 2843 | 2810 | 2799 | 2775 | 2738 | 2710 | 2676 | 2666 | 2618 | 2567 |